# Apollo 13
Apollo 13 là chuyến tàu không gian có người lái thứ bảy trong chương trình Apollo của Hoa Kỳ và là chuyến thứ ba có ý định hạ cánh trên Mặt Trăng. Tàu đã được phóng vào ngày 11 tháng 4 năm 1970, lúc 13:13 CST từ Trung tâm Vũ trụ Kennedy, Florida, nhưng cuộc đổ bộ lên Mặt Trăng đã bị hủy bỏ sau khi một bình oxy phát nổ hai ngày sau đó, làm tê liệt các Module Dịch vụ (SM), làm Module chỉ huy (CM) lệ thuộc vào nó cũng bị ảnh hưởng. Mặc dù gặp khó khăn lớn do năng lực hạn chế, mất nhiệt cabin, thiếu nước uống, và các nhu cầu quan trọng để sửa tạm giàn hệ thống loại bỏ carbon dioxide, phi hành đoàn đã trở về an toàn với Trái Đất vào ngày 17 tháng 4.
Chuyến bay được James A. Lovell chỉ huy, John L. "Jack" Swigert là phi công mô đun chỉ huy và Fred W. Haise là phi công mô đun Mặt Trăng. Swigert là người thay thế cho phi công mô đun chỉ huy ban đầu Ken Mattingly, người đã được chuyến bay phẫu thuật đưa xuống mặt đất sau khi anh bị nhiễm bệnh sởi Đức.